# Papiernia (Bodzechów)
Papiernia – część wsi Bodzechów w Polsce, położona w województwie świętokrzyskim, w powiecie ostrowieckim, w gminie Bodzechów.
W latach 1975–1998 Papiernia administracyjnie należała do województwa kieleckiego.